# 行政法務司
行政法務司（ぎょうせいほうむし、ポルトガル語: Secretaria para a Administração e Justiça; SAJ）は、マカオ特別行政区における行政・司法政策の活動を調整し、各部署の政策を指導する最高行政機関である。責任者である行政法務司司長の任命は、行政長官の指名に基づき、中国政府（国務院）によって行われる。

## 概要

### 職務と地位
行政法務司司長はマカオ特別行政区政府の首席高官であり、行政会議の官職メンバーでもある。行政長官が外遊中や不在の場合は、行政長官の職務を代行する。通常の職務として、マカオ特別行政区官報の発行、身分登録の管理、立法の発布などである。行政法務司司長は、英語で行政司法長官（英: Secretary for Administration and Justice）と訳されている。

### 歴代の行政法務司司長
- 陳麗敏（中国語版）（葡: Florinda da Rosa Silva Chan）（1999年12月20日—2014年4月20日）
- 陳海帆（中国語版）（葡: Sonia Chan）（2014年12月20日—2019年12月20日）
- 張永春（中国語版） （葡: André Cheong Weng-chon）（2019年12月20日—現職）